# Dibromometano
El dibromometano o dibromuro de metileno es un halometano con fórmula molecular CH2Br I